# Hajimena
Hajimena is een bestuurslaag in het regentschap Lampung Selatan van de provincie Lampung, Indonesië. Hajimena telt 16.319 inwoners (volkstelling 2010).